# 荷卸峠
荷卸峠（におろしとうげ）は、国道376号の山口市仁保中郷と徳地堀との間にある峠である。

## 概要
峠は中国自動車道に平行する形で整備されている。
なお、中国自動車道には荷卸峠パーキングエリアが設置されている。
山口市仁保地区と徳地堀地区間の移動では、この峠を超えるルートが最短ルートであるが、勾配が非常にきつくカーブも多い為、通行には注意が必要である。
特に中国道は勾配が6％とかなりきつめだが、登坂車線が無く下り坂速度超過の注意標識が簡素である。